# Villa Agnedo
Villa Agnedo est une ancienne commune italienne d'environ 1 000 habitants située dans la province autonome de Trente dans la région du Trentin-Haut-Adige dans le nord-est de l'Italie. Elle fusionne avec Ivano-Fracena, Spera et Strigno le 1er janvier 2016 pour former Castel Ivano.

## Administration
| Période                                  | Période | Identité | Étiquette | Qualité |
| ---------------------------------------- | ------- | -------- | --------- | ------- |
|                                          |         |          |           |         |
| Les données manquantes sont à compléter. |         |          |           |         |